# Вулиця Шевченка (Сіверськодонецьк)
Ву́лиця Шевче́нка — вулиця у Сіверськодонецьку довжиною 460 метрів. Починається від перетину з провулком Агафонова. Перетинає бульвар Незалежності України і вулиці Шкільну та Енергетиків. Закінчується на перетині з вулицею Гоголя. Забудована багатоповерховими житловими будинками. Названа на честь видатного українського письменника Тараса Шевченка.